# بارن‌بویم ۷۱۶۳
سیارک ۷۱۶۳ (به انگلیسی: 7163 Barenboim، نامگذاری:1984DB)۷۱۶۳مین سیارک کشف شده‌است که در ۲۴ فوریه ۱۹۸۴ کشف شد.